# Lateinschule (Volkach)

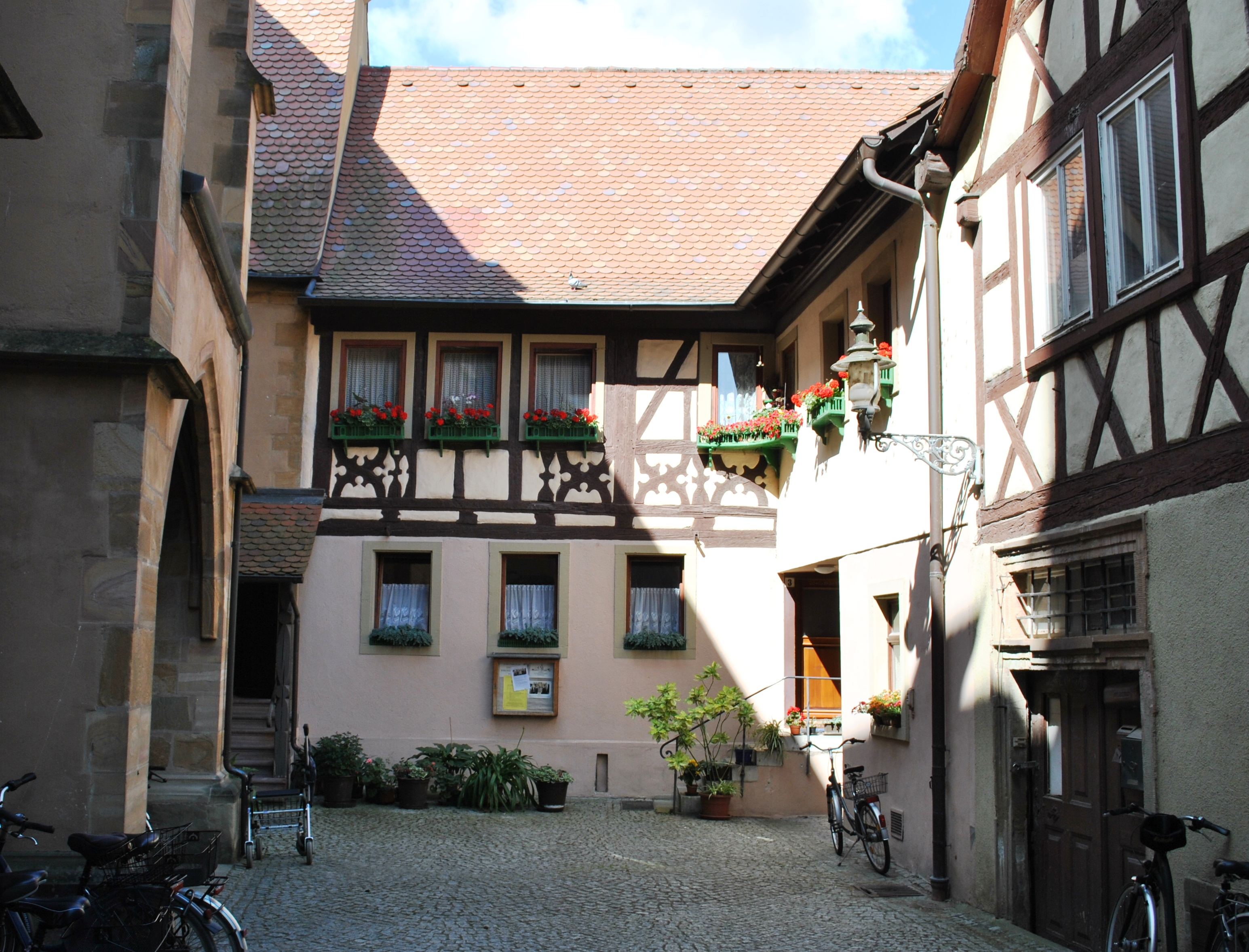
Die ehemalige Lateinschule neben der Pfarrkirche

Die ehemalige Lateinschule (Adresse Kirchgasse 3, früher Hausnummer 47) im unterfränkischen Volkach bestand vom 15. Jahrhundert bis zum Jahr 1847. Die Schule war als weiterführende Bildungseinrichtung etabliert worden und ermöglichte den männlichen Absolventen das Universitätsstudium. Das Schulgebäude steht unmittelbar neben der Pfarrkirche St. Bartholomäus in der Kirchgasse.

## Geschichte
Während des Spätmittelalters etablierten sich auch in den kleineren Landstädten sogenannte Lateinschulen, um die Schriftlichkeit der Stadtbevölkerung anzuheben. Zunächst waren nur kirchliche Würdenträger und die Mitarbeiter von Kanzleien des Schreibens mächtig, nun lernten auch die Weinhändler und einige Handwerker die Grundlagen der Schriftsprache. Weiterhin blieb der alphabetisierte Teil der Bevölkerung allerdings eine Minderheit.

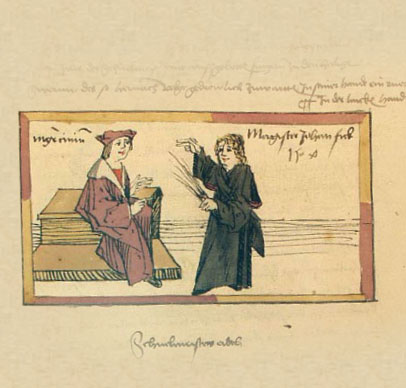
Der Lehrer Johann Erck schwört den Eid, Volkacher Salbuch folio 407r.

In Volkach ist erstmals im Jahr 1447 eine Schule nachgewiesen. Sie war auf die Initiative der Kirche gegründet worden und eng an die Pfarrkirche angelehnt. Dies belegt auch die räumliche Nähe zur Bartholomäuskirche. Im Volkacher Salbuch wurde erstmals ein Lehrer der Lateinschule genannt. Johann Erck musste dem Bürgermeister einen Eid schwören und dem Pfarrer gehorsam sein. Er unterrichtete den Katechismus, Lesen und Schreiben, sowie in einer zweiten Stufe Latein und Mathematik.
Die Lateinschule etablierte sich bald neben der deutschen Schule im Rathaus. Sie war allerdings abhängig von ihren Förderern: Die Eltern mussten Schulgeld bezahlen, die Stadt war für die Besoldung des Lehrers zuständig. Je nach wirtschaftlicher Situation besuchten mehr oder weniger männliche Schüler das Institut, eine Schulpflicht bestand nicht. Die Winterschule war häufig besser besucht als die Sommerschule, weil viele Schüler ihren Eltern auf den Feldern helfen mussten.
Nach dem Dreißigjährigen Krieg und den vielen Zerstörungen, die durch die Auseinandersetzung über die Stadt gekommen war, ging vor allem von den Absolventen der Lateinschule die Initiative zum Wiederaufbau aus. Sie wurden Stadträte und Kantoren und prägten das gesellschaftliche Leben entscheidend mit. Im 17. Jahrhundert etablierte sich auch die Praxis einen sogenannten Schulrektor als Lateinlehrer einzusetzen. Der gute Ruf der Schule erhielt hierdurch einen weiteren Schub.
Die Schüler besuchten die Lateinschule in der Regel vier Jahre lang und konnten im Anschluss studieren. Dies wurde allerdings nur in den wenigsten Fällen wahrgenommen, so begannen im Jahr 1791 nur drei von 18 Absolventen ein Studium. Gleichzeitig begannen im Hochstift Würzburg, zu dessen Herrschaftsgebiet Volkach gehörte, erste Versuche den Unterricht zu vereinheitlichen. Ab 1770 mussten die angehenden Schulmeister das Schullehrerseminar in Würzburg besuchen, 1774 versuchte man die Schulpflicht einzuführen.
Bis ins 19. Jahrhundert konnte die Lateinschule weiterhin fortbestehen, auch weil die Stadt sie als kommunale Anstalt immer wieder förderte. Ebenso unterstützten private Stiftungen den Unterricht. Mit dem Übergang zum Königreich Bayern nahmen die staatlichen Übergriffe auf die Bildungsinstitution weiter zu, sodass man sich im Jahr 1833 gezwungen sah, den Unterricht im Rathaus abzuhalten. Mit dem Tod des letzten Rektors Lorenz Wappes endete am 20. Februar 1847 die Geschichte der Volkacher Lateinschule.

## Beschreibung
Die ehemalige Lateinschule wird heute vom Bayerischen Landesamt für Denkmalpflege als Baudenkmal geführt. Gleichzeitig sind untertägige Reste als Bodendenkmal eingeordnet. Das Haus ist Teil des Ensembles Altstadt Volkach. Das Gebäude präsentiert sich zweigeschossiger Satteldachbau. Er wurde traufständig errichtet und ist mit einem Fachwerkobergeschoss ausgestattet. Wahrscheinlich stammt der Bau aus dem 16. oder 17. Jahrhundert.

## Bekannte Absolventen
Die Lateinschule besuchten insgesamt mehr als 300 Studenten, von denen 297 aus der Stadt Volkach selbst stammten. Die Absolventen der vierjährigen Schule strebten nach ihrem Abschluss vor allem Tätigkeiten in der Kirche und der Verwaltung an, viele zog es ins heutige Österreich und in die Klöster der Umgebung. Insbesondere die Volkacher Familien Schelf, Balbus, Breunig, Mahlmeister und Jäcklein schickten viele ihrer männlichen Abkömmlinge auf die Schule.
| Name                            | Amtszeit  |
| Bartholomeus Funk               | 1593–     |
| Christian Queller               | 1627–1664 |
| Andreas Speiser (auch Speisser) | 1665–1695 |
| Georg Thaddäus Kampensis        | 1748–1787 |
| Georg Ditzel                    | 1787–1809 |
| Lorenz Wappes                   | 1810–1847 |

- Andreas Presson (* 1637, Absolvent vor 1648, † 1701), Übersetzer, Lyriker und Jurist in Bamberg
- Konrad Brandt (Absolvent 1658), Amtsvogtei-Administrator in Marktbreit
- Sebastian Balbus (Absolvent 1702), Stadtsekretär in Wien
- Joseph Lamprecht (Absolvent 1715, † 1727), Subregens im geistlichen Seminar zum Guten Hirten in Würzburg
- Valentin Breunig (Absolvent 1717), Zentgraf in Karlstadt
- Johann Albert Balbus (* 1702, Absolvent 1719, † 1766), als Christophorus Abt des Benediktinerklosters Münsterschwarzach
- Johann Wilderich Balbus (* 1704, Absolvent 1721, † 1794), als Ambrosius Abt des Zisterzienserklosters Bronnbach
- Benedikt Weibrecht (Absolvent 1743), kaiserlich-königlicher General
- Andreas Schellhorn (* 1761, Absolvent vor 1774, † 1845), Dichter, Sprachwissenschaftler und Politiker
- Philipp Ignaz Kast (Absolvent 1774, † 1813), Amtskeller in Markt Bibart, Landgerichtsrat in Würzburg, königlich-bayerischer Landrichter in Volkach
- Joseph Anton Mahlmeister (Absolvent 1758), Amtskeller in Kissingen
- Adam Josef Ludwig Thaddäus Mahlmeister (* 1748, Absolvent 1763, † 1821), als Benedikt II. Abt des Benediktinerklosters Theres
- Ignaz Meisner (Absolvent 1788, † 1843), königlich-bayerischer Landrichter in Euerdorf
- Theodor Kast (Absolvent 1804), kaiserlich-königlicher Gesandtschaftsrat